# Wright Vertical 6

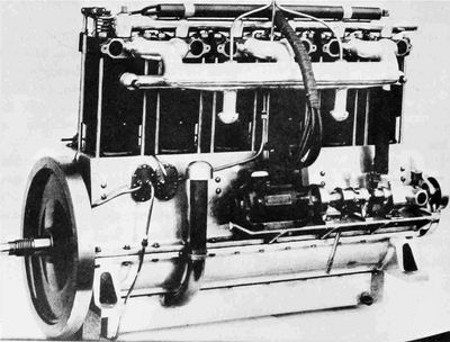
Um Wright Vertical 6-60 de 1911.

Wright Vertical 6 foi a designação do terceiro modelo de motor produzido pelos irmãos Wright a partir de 1911, através da Wright Company. 
O Wright Vertical 6 tinha 6.700 cc de capacidade, fornecia 50 hp nas primeiras versões, 60 hp nas versões intermediárias, chegando a até 75 hp nas últimas versões produzidas. 
Ele foi projetado e testado em 1911 e construído a partir de então, tendo sido utilizado para para equipar os aviões Wright a partir do Model C de 1912.

## Projeto
O Wright Vertical 6 foi o primeiro modelo fabricado pelos Wright a refrigerar não só os cilindros, mas também o cabeçote. A primeira versão de 1911 pesava 138,3 kg produzindo 50 hp. Ele mantinha o mesmo sistema de liberação de compressão para auxiliar na partida e um pedal para controlar o temporizador do magneto do modelo anterior, o Wright Vertical 4.
Os Wright melhoraram o motor em 1912 com válvulas de admissão operadas por hastes mecânicas. Esta e outras pequenas mudanças, incluindo um silenciador no escapamento e ignição dupla, aumentaram a potência do motora para 60 hp, quando passou a ser conhecido também por Wright 6-60 (6 cilindros - 60 hp).
Em 1913, esse modelo foi equipado com carburadores duplos Zenith, e pela primeira vez um motor Wright tinha um acelerador, permitindo ao piloto alterar a velocidade do motor em voo. A Wright Company também introduziu borracha nos suportes do motor para absorver vibrações e transmitir a potência de forma mais suave para a corrente de transmissão. Melhorias subsequentes aumentaram a potência para 70 e finalmente para 75 hp.

## Especificações

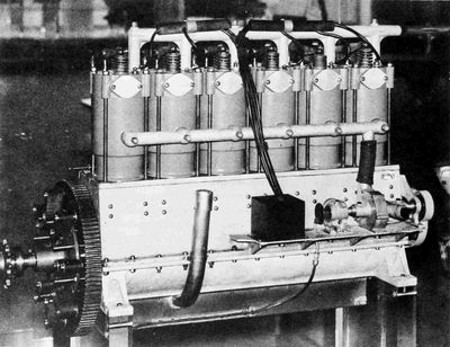
Um Wright Vertical 6-70 de 1912.

Essas são as características do motor Wright Vertical 6:
- Características gerais
  - Tipo: 6-cilindros verticais em linha
  - Diâmetro: 111 mm
  - Curso: 114 mm
  - Capacidade: 6,7 litros
  - Peso vazio: 138,3 kg
  - Potência: 50 a 75 hp

- Componentes
  - Ignição: por velas de centelhamento acionadas por um magneto Mea de alta tensão
  - Sistema de combustível: injeção direta (nas primeiras versões); carburadores duplos Zenith (nas versões seguintes)
  - Sistema de refrigeração: à água
  - Características exclusivas: Válvula de descompressão, válvulas de exaustão auxiliares nos cilindros